# Lac de Gafsa
Le lac de Gafsa est un plan d'eau à proximité de la ville de Gafsa, dans le sud de la Tunisie. Il se forme en 2003 par l'ennoiement naturel d'une ancienne carrière de phosphate.
Il est devenu populaire en juillet 2014, lorsque la rumeur de son apparition mystérieuse s'est développée,.

## Localisation
Il se trouve à environ 25 kilomètres de Gafsa, sur la route de Moularès, sur un site appelé Effath.

## Caractéristiques
D'après Tunisia Daily, « son volume total serait d’un million de mètres cubes sur une surface de un hectare. Sa profondeur, elle, varierait entre 10 et 18 mètres » (sic).
Toujours d'après ce site, ce lac dénommé Gafsa Beach, car devenu un lieu de baignade depuis sa découverte, fait l'objet d'inquiétudes car, selon Lakhdar Souid, journaliste originaire de la région, « ce lac est situé dans une région qui regorge de gisements de phosphate dont les résidus sont parfois riches en radioactivité ».